# گان‌بوت کلاس هاشیدات
قایق توپ‌دار کلاس هاشیدات (به انگلیسی: Hashidate-class gunboat) یک کلاس از قایق‌های توپ‌دار است که طول آن ۸۰٫۵ متر می‌باشد.